# هشيش أولمبي
هشيش أولمبي (الاسم العلمي: Psathyrella olympiana) هو نوع من الفطريات يتبع جنس الهشيش من الفصيلة الهشيشية.